# Palazzo Cosentini
A Palazzo Cosentini egykori nemesi palota Ragusában. Az óvárosban, Ragusa Iblában áll a San Rocco-templom szomszédságában.. A 18. század második felében épült Raffaele Cosentini báró megrendelésére. Építése valószínűleg 1779-ben fejeződött be. A korabeli dokumentumok tanúsága szerint ugyanis ebben az évben vásárolták meg a tetőcserepeket. 
Az egy emelet magas épület sarkait faragott oszlopok díszítik, fesztonokkal díszített oszlopfőkkel és a barokk stílusra jellemző kagylós mintákkal. Különösen szépek az emeleti erkélyek, a faragott ajtókeretekkel és kovácsoltvas korlátokkal. A faragott domborművek elsősorban maszkokat és groteszk alakokat ábrázolnak, valamint állatokat és a bőséget jelképező bőségszarut.